# 索尔瓦斯
索尔瓦斯，是西班牙安达卢西亚自治区阿尔梅里亚省的一个市镇。 总面积2491km², 总人口2701人（2001年），人口密度为11人每平方千米。